# Gabriele Rangone
Gabriele Rangone OFM, także Gabriele da Verona (ur. 1410 w Chiari, zm. 27 września 1486 w Rzymie) – włoski franciszkanin, kardynał i inkwizytor. Znany był także jako kardynał z Egeru.

## Życiorys
Urodził się w Chiari koło Brescii w 1410 ale jego rodzice po kilku latach przenieśli się do Werony. W wieku 27 lat wstąpił do zakonu franciszkanów w klasztorze S. Maria di Arcarrota w prowincji weneckiej. Klasztor ten należał do zreformowanej gałęzi tego zakonu tzw. obserwantów. Od 1451 Gabriele głosił kazania w niemal całej Europie środkowej (Austria, Węgry, Czechy, Polska), początkowo we współpracy ze św. Janem Kapistranem (zm. 1456). W latach 1452–1455 był wikariuszem austriackiej prowincji zakonu obserwantów. W swych kazaniach kładł szczególny nacisk na zwalczanie herezji husyckiej. W 1461 papież Pius II mianował go inkwizytorem generalnym przeciwko wiklefitom i husytom. Około 1470 został doradcą króla węgierskiego Macieja Korwina.
16 grudnia 1472 Gabriele został mianowany biskupem Transylwanii. Niedługo potem, 24 kwietnia 1475, przeniesiono go do diecezji Eger, którą zachował aż do śmierci.
10 grudnia 1477, dzięki protekcji króla Macieja Korwina, papież Sykstus IV mianował go kardynałem prezbiterem. Dwa dni później otrzymał kościół tytularny SS. Sergio e Bacco. Gabriele Rangone jednak dopiero w grudniu 1479 przybył do Rzymu, gdyż jeszcze wiosną tego roku uczestniczył w negocjacjach pokojowych między Maciejem Korwinem a królem polskim Kazimierzem Jagiellończykiem, zakończonych podpisaniem traktatu z 2 kwietnia 1479. Od sierpnia 1480 do października 1481 przebywał w królestwie Neapolu jako legat papieski, z zadaniem propagowania krucjaty przeciwko Turcji. Brał udział w zakończonym sukcesem oblężeniu przez chrześcijan miasta Otranto, które Turcy zajęli 11 sierpnia 1480.
Gabriele Rangone uczestniczył w konklawe 1484. Był też autorem żywota św. Jana Kapistrana (1465). Zmarł w Rzymie i został pochowany w rzymskim kościele S. Maria in Aracoeli.